# UCI America Tour 2023
UCI America Tour 2023 – 19. edycja cyklu wyścigów kolarskich UCI America Tour.
W kalendarzu 19. edycji cyklu America Tour znalazło się 23 wyścigów rozgrywanych między 12 listopada 2022 a 5 października 2023.

## Kalendarz
Opracowano na podstawie:
| UCI America Tour 2023      | UCI America Tour 2023 | UCI America Tour 2023            | UCI America Tour 2023 | UCI America Tour 2023                                       | UCI America Tour 2023                                   | UCI America Tour 2023                                         | UCI America Tour 2023 |
| Data                       | Państwo               | Wyścig                           | Kat.                  | Zwycięzca                                                   | Drugie miejsce                                          | Trzecie miejsce                                               |                       |
| -------------------------- | --------------------- | -------------------------------- | --------------------- | ----------------------------------------------------------- | ------------------------------------------------------- | ------------------------------------------------------------- | --------------------- |
| 12 – 19 listopada 2022     | Ekwador               | Vuelta al Ecuador                | 2.2                   | Robinson Chalapud (Team Banco Guayaquil-Ecuador)            | Cristhian Montoya (Medellín-EPM)                        | Santiago Montenegro (Movistar-Best PC)                        |                       |
| 16 – 25 grudnia 2022       | Kostaryka             | Vuelta Ciclista a Costa Rica     | 2.2                   | Marco Suesca (Movistar-Best PC)                             | Carlos Alberto Gutiérrez (Team Banco Guayaquil-Ecuador) | Daniel Bonilla (Colono Construcción - Bikestation)            |                       |
| 6 – 8 stycznia 2023        | Argentyna             | Giro del Sol San Juan            | 2.2                   | Maximiliano Navarrete (Gremios por el Deporte-Cutral Có)    |                                                         |                                                               |                       |
| 15 – 22 stycznia 2023      | Wenezuela             | Vuelta al Táchira                | 2.2                   | José Alarcón (Deportivo Táchira - Super Ahorro)             | Juan José Ruiz                                          | Juan Diego Alba (Movistar-Best PC)                            |                       |
| 1 – 5 lutego 2023          | Argentyna             | Vuelta del Porvenir San Luis     | 2.2                   | Martín Vidaurre                                             | Franklin Archibold (Panamá es Cultura y Valores)        | Nicolás Paredes (Sindicato de Empleados Públicos de San Juan) |                       |
| 29 marca – 2 kwietnia 2023 | Gwatemala             | Vuelta BANTRAB                   | 2.2                   | Óscar Sevilla (Medellín-EPM)                                | Miguel Ángel López (Medellín-EPM)                       | Marco Suesca (Movistar-Best PC)                               |                       |
| 26 – 30 kwietnia 2023      | Stany Zjednoczone     | Tour of the Gila (men)           | 2.2                   | Alex Hoehn                                                  | Óscar Sevilla (Medellín-EPM)                            | Torbjørn Røed (Above & Beyond Cancer Cycling p/b Bike World)  |                       |
| 4 – 7 maja 2023            | Argentyna             | Vuelta a Catamarca Internacional | 2.2                   | Miguel Ángel López (Medellín-EPM)                           | Javier Jamaica (Medellín-EPM)                           | Santiago Montenegro (Movistar-Best PC)                        |                       |
| 18 – 21 maja 2023          | Stany Zjednoczone     | Joe Martin Stage Race            | 2.2                   | Riley Sheehan (Denver Disruptors)                           | Tyler Stites (Project Echelon Racing)                   | Kyle Murphy (L39ION of Los Angeles)                           |                       |
| 14 – 18 czerwca 2023       | Kanada                | Tour de Beauce                   | 2.2                   | Luke Valenti (Team Ecoflo Chronos)                          | Tyler Stites (Project Echelon Racing)                   | Carson Miles (Toronto Hustle)                                 |                       |
| 16 – 25 czerwca 2023       | Kolumbia              | Vuelta a Colombia                | 2.2                   | Rodrigo Contreras (Colombia Potencia de la Vida-GW Shimano) | Wilson Peña (Team Sistecrédito)                         | Aldemar Reyes (Medellín-EPM)                                  |                       |
| 19 – 23 lipca 2023         | Chile                 | Vuelta de Chile                  | 2.2                   | odwołany                                                    |                                                         |                                                               |                       |
| 12 sie                     | Gwatemala             | Gran Premio Guatemala            | 1.2                   | Róbigzon Oyola (Medellín-EPM)                               | Aldemar Reyes (Medellín-EPM)                            | Manuel Rodas (Decorabaños)                                    |                       |
| 13 sie                     | Gwatemala             | Gran Premio Chapin               | 1.2                   | Javier Jamaica (Medellín-EPM)                               |                                                         |                                                               |                       |
| 19 – 20 sierpnia 2023      | Antigua i Barbuda     | Subway 3-Stage Race              | 2.2                   | odwołany                                                    |                                                         |                                                               |                       |
| 23 – 27 sierpnia 2023      | Brazylia              | Tour do Rio                      | 2.2                   | odwołany                                                    |                                                         |                                                               |                       |
| 25 – 30 września 2023      | Ekwador               | Vuelta al Ecuador                | 2.2                   | Robinson Chalapud (Team Banco Guayaquil)                    | Jorge Luis Montenegro (Team Banco Guayaquil)            | Santiago Montenegro (Movistar-Best PC)                        |                       |